# Бёйс, Якобус
Якобус Бёйс (нидерл. Jacobus Buys; 19 ноября 1724, Амстердам — 7 апреля 1801, там же) — нидерландский живописец, рисовальщик, иллюстратор.
Ученик Корнелиса Пронка, Якоба де Вита и Корнелиса Троста.
Работал учителем рисования, позже стал директором Академии живописи Амстердама.
Якобус Бёйс писал, преимущественно, портреты, а также барельефы, создавал эскизы для гобеленов, занимался книжной иллюстрацией Выполнил ряд копий с работ знаменитых мастеров XVII века.

## Галерея
|  |  |  |  |